# Landkreis Teschen
Der Landkreis Teschen (in den Dokumenten auch Olsaland bzw. Olsa-Gebiet) bestand zwischen 1939 und 1945 im vom Deutschen Reich besetzten Polen und Sudetenschlesien. Er umfasste 1462 km2 (der zweitgrößte Kreis im Reich), am 1. Januar 1945 16 nach der Deutschen Gemeindeordnung vom 30. Januar verwaltete Gemeinden, davon sieben Städte und 115 weitere in Amtsbezirken zusammengefasste Gemeinden.

## Verwaltungsgeschichte

### Österreich und Tschechoslowakei
Bis 1918 gehörte das Gebiet als Bezirk Teschen (später wurde auch der Bezirk Freistadt ausgegliedert) zur österreichisch-ungarischen Doppelmonarchie, fiel dann teilweise an die Tschechoslowakei, die erfolgreich eine Volksabstimmung verhindert hatte. Der darauf folgende Polnisch-Tschechoslowakischer Grenzkrieg wurde von Polen verloren, der größere südwestliche Teil des Bezirks Teschen sowie die Mehrheit des Bezirks Freistadt an die Tschechoslowakei angegliedert. Nachdem die Tschechoslowakei infolge des Münchner Abkommens vom Oktober 1938 das Sudetenland abtreten musste, besetzte Polen den tschechischen Teil.

### Polen
Bei Beginn des Zweiten Weltkrieges gehörten die Landkreise Cieszyn – einschließlich des 1938 besetzten tschechoslowakischen Olsagebiets (polnisch Zaolzie) – und Freistadt (auch bis 1938 tschechisch) zu Polen, und zwar zur Woiwodschaft Schlesien.
Nach der deutschen Besetzung Polens im September 1939 gehörten beide Landkreise vor der Eingliederung in das Deutsche Reich zum Militärbezirk Oberschlesien. Sie wurden bereits gemeinsam von einem Landkommissar verwaltet.

### Deutsches Reich
Zum 26. Oktober 1939 wurden diese bisher polnischen Landkreise nunmehr als ein Landkreis mit dem Namen Teschen Teil des neugebildeten Regierungsbezirks Kattowitz in der preußischen Provinz Schlesien.
Das Landratsamt war in der wiedervereinigten Stadt Teschen.
Zum 18. Januar 1941 wurde die Provinz Schlesien aufgelöst. Aus den bisherigen Regierungsbezirken Kattowitz und Oppeln wurde die neue Provinz Oberschlesien gebildet.
Im Frühjahr 1945 wurde das Kreisgebiet durch die Rote Armee besetzt und kam danach wieder zu Polen bzw. zur Tschechoslowakei. Damit wurde die Stadt Teschen wieder geteilt.

## Politik

### Landkommissar
1939–9999: ?

### Landräte
1939–: ?
1939–1945: Udo Krüger

## Kommunalverfassung
Nach der Eingliederung in das Deutsche Reich wurden bis 1945 die Städte Jablunkau, Karwin, Neu Oderberg, Orlau, Skotschau, Teschen und Trzynietz, ferner die Gemeinden Dombrau, Lazy, Peterswald, Poremba, Reichwaldau, Steinau, Suchau, Ustron und Weichsel der im Altreich gültigen Deutschen Gemeindeordnung vom 30. Januar 1935 unterstellt, welche die Durchsetzung des Führerprinzips auf Gemeindeebene vorsah. Die Stadt Freistadt war 1944 mit der Stadt Karwin zusammengeschlossen worden.
Alle übrigen Städte und Gemeinden waren in Amtsbezirken zusammengefasst und wurden durch Amtskommissare verwaltet.

## Ortsnamen
Durch unveröffentlichten Erlass vom 29. Dezember 1939 galten vorläufig hinsichtlich der bisher polnischen Ortsnamen die bis 1918 gültigen österreichischen Ortsnamen. Diese globale Rückbenennung war möglich, da man noch das gesamte deutsche Kartenwerk für die 1920 an Polen und die Tschechoslowakei abgetretenen Gebiete (auch) die früheren deutschen und österreichischen Ortsnamen weitergeführt hatte.
Zu einer endgültigen Vergabe rein deutscher Ortsbezeichnungen ist es bis Kriegsende nicht mehr gekommen. Diese war aber bis ins Einzelne bereits vorbereitet. Es handelte sich dabei um lautliche Angleichungen, Übersetzungen, Neuschöpfungen oder Verbesserungen der seit 1939 vorläufig gültigen Namen, zum Beispiel:
- Bistritz: Bistritz (Olsa),
- Groß Gurek: Brenntal,
- Hnojnik: Steinendorf,
- Istebna: Bergstuben,
- Lazy: Heinrichshalden,
- Neu Oderberg: Oderberg (Oberschlesien),
- Nieder Bludowitz: Blaudental,
- Nieder Tierlitzko: Niederzierlau,
- Orlau: Orlau O.S.,
- Peterswald: Peterswald O.S.,
- Poremba: Grabenhau,
- Reichwaldau: Reichwaldau O.S. bzw. Reichwaldau (Kr. Teschen),
- Seibersdorf: Seibersdorf (Weichsel),
- Steinau: Olsasteinau,
- Trzynietz: Olsahütte,
- Weichsel: Hohenweichsel.